# Parti de la libération et du socialisme
Le Parti de la libération et du socialisme (en Arabe: حزب التحرر والاشتراكية) est un ancien parti politique marocain créé le 26 janvier 1968 par Ali Yata, et qui a été banni l'année suivante (1969).
Le parti était de mouvance socialiste scientifique, et avait le journal arabophone Al-Kifah Al-Watani ( الكفاح الوطني - la lutte nationale) comme support écrit.

## Origine
Le parti de la libération et du socialisme est considéré comme une continuation du Parti communiste marocain, fondé aussi par Ali Yata, mais qui a disparu dans les années 1950.

## Organisations postérieures
Après son interdiction en 1969 et l'emprisonnement de son leader Ali Yata, des membres du parti ont rejoint l'organisation marxiste clandestine Ila Al Amame (Ex-Organisation A).
En 1974, le parti réémerge sous le nom du Parti du progrès et du socialisme (PPS), toujours sous la direction d'Ali Yata.